# Técnicas do aiquidô
Esta uma lista de técnicas de aiquidô.

## Kogeki waza
Ataques
- Ago ate
- Choku zuki
- Mune zuki
- Shomen uchi
- Yokomen uchi
- Shomen tsuki
- Mae geri
- Yoko geri
- Mawashi geri
- Hiza ate

## Katame waza
Imobilizações
- Dai ikkyo
- Dai nikyo
- Dai sankyo
- Dai yonkyo
- Dai gokkyo
- Hijikime osae
- Kaiten osae

## Shintai
Deslocamentos
- Tenkai ashi
- Irimi tenkan
- Koho tenkan
- Mawate

## Nage waza
Projecções
- Aiki otoshi
- Irimi nage
- Kaiten nage
- Kokyuho
- Kote gaeshi
- Kokyu nage
- Sumi otoshi
- Juji garami
- Koshi nage
- Kubi ate mae kokyu Nage
- Shiho
- Tenchi nage
- Ude kime nage
- Ushiro kiri otoshi
- Shiho nage

## Torite
Agarramentos
- Ashidori
- Katatedori
- Kosadori
- Katatekosadori
- Katadori
- Ryokatadori
- Ryotedori
- Ryotemochi
- Tekubidori
- Ushirodori
- Ushirokatadori
- Ushirokatatedori

## Ukemi waza
Técnicas de caimento
- Mae ukemi
- Ushiro ukemi (ou koho ukemi)
- Yoko ukemi
- Mae kaiten ukemi (ou mae kaiten)
- Ushiro hanten ukemi
- Ushiro kaiten ukemi (ou ushiro kaiten)
- Yoko hanten ukemi
- Yoko kaiten ukemi (ou yoko kaiten)
- Mae yoko kaiten
- Mae ushiro kaiten
- Tobi koshi
- Tobi ukemi